# Janthinisca flavescens
Janthinisca flavescens är en fjärilsart som beskrevs av Sergius G. Kiriakoff 1960. Janthinisca flavescens ingår i släktet Janthinisca och familjen tandspinnare. Inga underarter finns listade i Catalogue of Life.